# Rennrodel-Europameisterschaften 1992
Die 33. Rennrodel-Europameisterschaften fanden 1992 im deutschen Winterberg statt. Die von der Fédération Internationale de Luge de Course veranstalteten kontinentalen Titelkämpfe wurden vom 10. bis zum 12. Januar 1992 ausgetragen. Erstmal gingen bei einer Rennrodel-EM, bedingt durch die Auflösung der Sowjetunion, Athleten für den lettischen Rennrodel-Verband an den Start. Letztmalig gingen Athleten für die Tschechoslowakei an den Start, zum 1. Januar 1993 wurde dieses Land in die Slowakei und Tschechien aufgeteilt. Entgegen vorheriger Ankündigungen nahmen Sportler aus Russland und Bulgarien nicht teil. Im Hinblick auf die Vorbereitungen für die olympischen Rodelwettbewerbe in Albertville nahmen auch Gaststarter aus Asien und Australien an den Wettbewerben teil. Aus deutscher Sicht war es die erste Europameisterschaft mit einem gesamtdeutschen Team, welches aber bereits im Vorjahr an gleicher Stelle bei den Weltmeisterschaften ein furioses Debüt gegeben hatte.
Es gab Wettbewerbe in den Einsitzern für Männer und Frauen, in Doppelsitzern für Männer sowie mit der Staffel. Abgesehen vom letzten Wettbewerb wurden alle Wettbewerbe in zwei Läufen entschieden. Die erfolgreichste Mannschaft war mit Abstand das deutsche Team, welches drei von vier Titeln gewann.

## Frauen
Für den Start waren insgesamt nur 17 Sportlerinnen aus sieben Nationen gemeldet, von denen alle die beiden Läufe absolvierten.
Bis auf die Italienerin Gerda Weissensteiner, die noch einen zu Saisonbeginn erlittenen Bänderriss auskurierte, war von den drei führenden Rodelnationen Deutschland, Österreich und Italien das stärkst Aufgebot am Start. Besondere Bedeutung erlangte die EM im deutschen Lager, da neben den bereits für Olympia gesetzten Rodlerinnen Gabriele Kohlisch und Titelverteidigerin sowie amtierender Weltmeisterin Susi Erdmann der dritte Olympiastartplatz zwischen Sylke Otto, Team-Europameisterin von 1990 und Jana Bode, WM-Dritte des Vorjahres, ausgefahren wurde. Darüber hinaus war vom österreichischen Verband mit dem ehemaligen DDR-Trainer Klaus-Michael Bonsack ein neuer Auswahltrainer verpflichtet worden, der vor allem im Frauenbereich im laufenden Weltcup schon Erfolge verzeichnen konnte. Somit gehörten vor allem auch die Neuner-Schwestern zum Favoritenkreis.
Nach dem ersten Lauf schien sich die Favoritenstellung von Weltmeisterin Susi Erdmann zu bestätigen. Sie führte vor Angelika Neuner und Jana Bode, während Sylke Otto nur den sechsten Platz belegte. Doch im zweiten Lauf fuhr Otto letztlich Laufbestzeit und schlug damit die bis dahin vor ihr liegende Jana Bode im Kampf um den letzten Olympiastartplatz. Ottos Zeit war in der Endabrechnung so schnell, das Susi Erdmann sogar noch um ihren Titel fürchten musste und mit nur sieben Tausendstel Vorsprung diesen letztlich knapp verteidigte. Angelika Neuner lag am Ende auch nur acht tausendstel hinter Sylke Otto, konnte so die erste EM-Medaille im Frauenbereich für Österreich seit 1977 feiern.
Datum: 10. Januar 1992
| Platz | Sportler          | Land             | Gesamtzeit      |
| ----- | ----------------- | ---------------- | --------------- |
| 1     | Susi Erdmann      | Deutschland      | 1:23.232        |
| 2     | Sylke Otto        | Deutschland      | 1:23.239 +0.007 |
| 3     | Angelika Neuner   | Österreich       | 1:23.251 +0.019 |
| 4     | Jana Bode         | Deutschland      | 1:23.266 +0.034 |
| 5     | Doris Neuner      | Österreich       | 1:23.322 +0.083 |
| 6     | Gabriele Kohlisch | Deutschland      | 1:23.423 +0.184 |
| 7     | Andrea Tagwerker  | Österreich       | −               |
| 8     | Natalie Obkircher | Italien          | −               |
| 9     | Evija Schulze     | Lettland         | −               |
| 10    | Petra Matechová   | Tschechoslowakei | −               |
| 11    | Iluta Gaile       | Lettland         | −               |
| 12    | Michaela Donalova | Tschechoslowakei | −               |
| 13    | Mária Jasenčáková | Tschechoslowakei | −               |
| 14    | Diane Ogle        | Australien       | −               |
| 15    | Anna Orlova       | Lettland         | −               |
| 16    | Corina Terecoasa  | Rumänien         | −               |
| 17    | Anja Plaikner     | Italien          | −               |

## Doppelsitzer Männer
An den Start gingen 14 Doppelsitzer, von denen alle die 2 Durchgänge absolvierten.
Nach der Auflösung des Titelverteidiger-Doppels Hoffmann/Pietzsch durch den Rücktritt von Jochen Pietzsch lag nun im deutschen Lager die Favoritenbürde bei den amtierenden Weltmeistern Krauße/Behrendt. Hinzu kam mit dem Duo Mankel/Rudolph als Vizeweltmeister ein weiterer Titelfavorit aus Deutschland. Allerdings hatte sich der italienische Verband mittlerweile auch Know-how in Gestalt des ehemaligen DDR-Auswahltrainers Walther Jentzsch geholt. Speziell im Doppel zeigte sich daraufhin eine fast schon beängstigende Dominanz der beiden Duos Raffl/Huber und Brugger/Huber, die bis dahin alle vier-Weltcups gewonnen hatten, davon drei mit einem Doppelsieg.
Diese Dominanz zeigte sich bereits nach dem ersten Lauf, nach dem beide italienischen Duos in Führung lagen und diese auch im zweiten Lauf verteidigten. Den Bronzerang sicherten sich Krauße/Behrendt vor dem Schlitten aus Österreich. Wenige Wochen später gab es bei Olympia allerdings einen deutschen Doppelerfolg, Krause/Behrendt wurden vor Mankel/Rudolph Olympiasieger.
Datum: 10. Januar 1992
| Platz | Sportler                            | Land             | Gesamtzeit       |
| ----- | ----------------------------------- | ---------------- | ---------------- |
| 1     | Hansjörg Raffl Norbert Huber        | Italien          | 1:22.312         |
| 2     | Kurt Brugger Wilfried Huber         | Italien          | 1:22.526 +0.214  |
| 3     | Stefan Krauße Jan Behrendt          | Deutschland      | 1:22.632 +0.330  |
| 4     | Gerhard Gleirscher Markus Schmidt   | Österreich       | 1:22.782 +0.480  |
| 5     | Yves Mankel Thomas Rudolph          | Deutschland      | 1:22.793 +0.489  |
| 6     | Norbert Laimegger Harald Pescosta   | Italien          | 1:23.277 +0.973  |
| 7     | Norbert Rosenberger Rudolf Größwang | Deutschland      | 1:23.604 +1.1500 |
| 8     | Petr Urban Jan Kohoutek             | Tschechoslowakei | −                |
| 9     | Aivars Polis Roberts Sucharevs      | Lettland         | −                |
| 10    | Hans Kohala Carl Lindquist          | Schweden         | −                |
| 11    | Ioan Apostol Liviu Cepoi            | Rumänien         | −                |
| 12    | Leszek Szareijko Adrian Przechewka  | Polen            | −                |
| 13    | Yves Boyer Frederic Bertrand        | Frankreich       | −                |
| 14    | Tommy Brissman Jonas Regnell        | Schweden         | −                |

## Männer
Nach dem Saisonverlauf im Weltcup lief es auf einen Zweikampf zwischen Markus Prock aus Österreich und Titelverteidiger Georg Hackl hinaus, teilten beide sich doch bis dahin die ersten Plätze in den schon absolvierten Weltcup-Rennen. Allerdings war mit Arnold Huber aus Italien auch der amtierende Weltmeister am Start, Bruder Norbert, bereits Doppel-Europameister, war auch im Einzel in medaillenwürdiger Form. Im deutschen Team hatte Bundestrainer Sepp Lenz neben Olympiasieger Jens Müller den Team-Europameister von 1990 Rene Friedl und einen schon fast auf das Abstellgleis geschobenen Athleten nominiert. Völlig überraschend hatte Karsten Albert in der Woche vor der EM die Deutsche Meisterschaft gewonnen und war somit für die EM nominiert worden.
Allerdings konnte der Friedrichrodaer, der eigentlich schon vom Leistungssport Abschied genommen hatte, diesen Erfolg nicht erneut wiederholen und wurde am Ende 13. An der Spitze überraschte dafür ein anderer Rodler aus Friedrichroda. Rene Friedl, mittlerweile zum BSC Winterberg gewechselt, war mit der Hausbahn gut vertraut und fuhr im ersten Läufen Bestzeit. Dahinter platzierten sich zunächst Georg Hackl und Jens Müller vor Norbert Huber. Der Italiener konnte sich jedoch im zweiten Lauf mit Bestzeit noch auf den Silberrang vorschieben, Rene Friedl war aber der Europameistertitel nicht mehr zu nehmen. Mitfavorit Markus Prock belegte einen eher enttäuschenden den sechsten Platz.
Datum: 11. Januar 1992
| Platz | Sportler               | Land                   | Gesamtzeit      |
| ----- | ---------------------- | ---------------------- | --------------- |
| 1     | René Friedl            | Deutschland            | 1:43.072        |
| 2     | Norbert Huber          | Italien                | 1:43.214 +0.142 |
| 3     | Georg Hackl            | Deutschland            | 1:43.282 +0.210 |
| 4     | Jens Müller            | Deutschland            | 1:43.359 +0.287 |
| 5     | Oswald Haselrieder     | Italien                | 1:43.421 +0.349 |
| 6     | Markus Prock           | Österreich             | −               |
| 7     | Arnold Huber           | Italien                | −               |
| 8     | Gerhard Plankensteiner | Italien                | −               |
| 9     | Robert Manzenreiter    | Österreich             | −               |
| 10    | Markus Schmidt         | Österreich             | −               |
| 11    | Mikael Holm            | Schweden               | −               |
| 12    | Kazuhiko Takamatsu     | Japan                  | −               |
| 13    | Karsten Albert         | Deutschland            | 1:44.537 +1.365 |
| 14    | Otto Mayregger         | Österreich             | −               |
| 15    | Anders Söderberg       | Schweden               | −               |
| 16    | Agris Elerts           | Lettland               | −               |
| 17    | Jozef Škvarek          | Tschechoslowakei       | −               |
| 18    | Petr Urban             | Tschechoslowakei       | −               |
| 19    | Jan Kohoutek           | Tschechoslowakei       | −               |
| 20    | Olivier Fraise         | Frankreich             | −               |
| 21    | Juris Vovčoks          | Lettland               | −               |
| 22    | Yves Boyer             | Frankreich             | −               |
| 23    | Pablo Garcia Munoz     | Spanien                | −               |
| 24    | Ioan Apostol           | Rumänien               | −               |
| 25    | Mathias Ehrlund        | Schweden               | −               |
| 26    | Reto Gilly             | Schweiz                | −               |
| 27    | Nick Ovett             | Vereinigtes Königreich | −               |
| 28    | Tommy Brissman         | Schweden               | −               |
| 29    | Keith Yandell          | Vereinigtes Königreich | −               |
| 30    | Marco Felder           | Liechtenstein          | −               |
| 31    | Ian Whitehead          | Vereinigtes Königreich | −               |
| 32    | Frederic Bertrand      | Frankreich             | −               |
| 33    | Dawid Bugajczyk        | Polen                  | −               |
| 34    | Mike Howard            | Vereinigtes Königreich | −               |
| 35    | Jean Doyan             | Frankreich             | −               |
| 36    | Igor Špirić            | Jugoslawien            | −               |
| 37    | Paul Kingston          | Irland                 | −               |
| 38    | Erich Schmid           | Schweiz                | −               |
| 39    | Ismar Biogradlić       | Jugoslawien            | −               |

## Teamrennen
Der letzte EM-Wettbewerb wurde in Einzelrennen ausgetragen, deren einzelne Zeiten in Punkte umgerechnet wurden. Dabei wurden die Punkte bei den Einsitzern in Einer-Schritten, bei den Doppelsitzern allerdings in Zweier-Schritten vergeben. In den Einzelkonkurrenzen gingen zwei Starter pro Team in die Wertungen ein. Am Start waren nur 9 Teams. Zuerst gingen die Männer ins Rennen, anschließend die Frauen-Einsitzer und als letztes die Doppelsitzer.
Nach den beiden Titeln in den Einzelrennen lag die Favoritenbürde nicht überraschend beim deutschen Team, wenngleich speziell Team Österreich nicht zu unterschätzen war. Dies zeigte sich auch im Teamwettbewerb, wo sich Team Deutschland mit Team Österreich einen harten Wettstreit lieferte, den am Ende wohl das bessere Doppel entschied. Team Italien konnte den Ausfall von Gerda Weissensteiner nicht kompensieren und belegte den Bronzerang. Dem lettischen Team gelang auf Anhieb der vierte Platz, die Balten zeigten damit erstmals ihr Potential in einer großen Meisterschaft.
Datum: 12. Januar 1992
| Platz | Land             | Sportler                                                                             | Gesamtpunktzahl |
| ----- | ---------------- | ------------------------------------------------------------------------------------ | --------------- |
| 1     | Deutschland      | Georg Hackl René Friedl Susi Erdmann Sylke Otto Mankel/Rudolph                       | 142             |
| 2     | Österreich       | Markus Prock Robert Manzenreiter Angelika Neuner Andrea Tagwerker Gleirscher/Schmidt | 135             |
| 3     | Italien          | Norbert Huber Oswald Haselrieder Natalie Obkircher Anja Plaikner Raffl/Huber         | 130             |
| 4     | Lettland         | Agris Elerts Juris Vovčoks Evija Schulze Anna Orlova Polis/Sucharevs                 | 117             |
| 5     | Tschechoslowakei | Petr Urban Jozef Škvarek Mária Jasenčáková Petra Matechová Urban/Kohoutek            | 104             |
| 6     | Rumänien         |                                                                                      | 078             |
| 7     | Bulgarien        |                                                                                      | 059             |
| 8     | Frankreich       |                                                                                      | 057             |
| 9     | Schweden         |                                                                                      | 034             |

## Medaillenspiegel
| Platz | Land        | Gold | Silber | Bronze | Gesamt |
| ----- | ----------- | ---- | ------ | ------ | ------ |
| 1     | Deutschland | 3    | 1      | 2      | 6      |
| 2     | Italien     | 1    | 2      | 1      | 4      |
| 3     | Österreich  | 0    | 1      | 1      | 2      |